# Roemeense luchtmacht
De Roemeense luchtmacht is de luchttak van de Roemeense strijdkrachten. De luchtmacht bestond in 2010 uit 9700 manschappen en heeft vijf bases, twee reservebases, drie vliegvelden en een luchtverdedigingsbrigade. Het hoofdkwartier bevindt zich in de hoofdstad Boekarest.

## Geschiedenis
Roemenië was bij de eerste landen die een militair vliegwezen oprichtten. In 1910 bouwde Aurel Vlaicu er zijn eerste militaire vliegtuig. Op 30 april 1913 ratificeerde Carol I van Roemenië de oprichting van de Militaire Vliegdienst. Tijdens de Eerste Wereldoorlog kocht het land veel vliegtuigen in Frankrijk en het Verenigd Koninkrijk. Op 16 september 1916 kende de luchtmacht haar eerste wapenfeit toen een Roemeense Farman F.40 een Duits vliegtuig neerschoot boven Slobozia. Na de oorlog ontwikkelde het land een sterke luchtvaartindustrie en bouwde haar eigen militaire vliegtuigen, zoals de IAR 80. Daarnaast werden ook veel Duitse vliegtuigen ingekocht, waarmee het aan de zijde van de asmogendheden tegen de Sovjet-Unie vocht tijdens de Tweede Wereldoorlog.

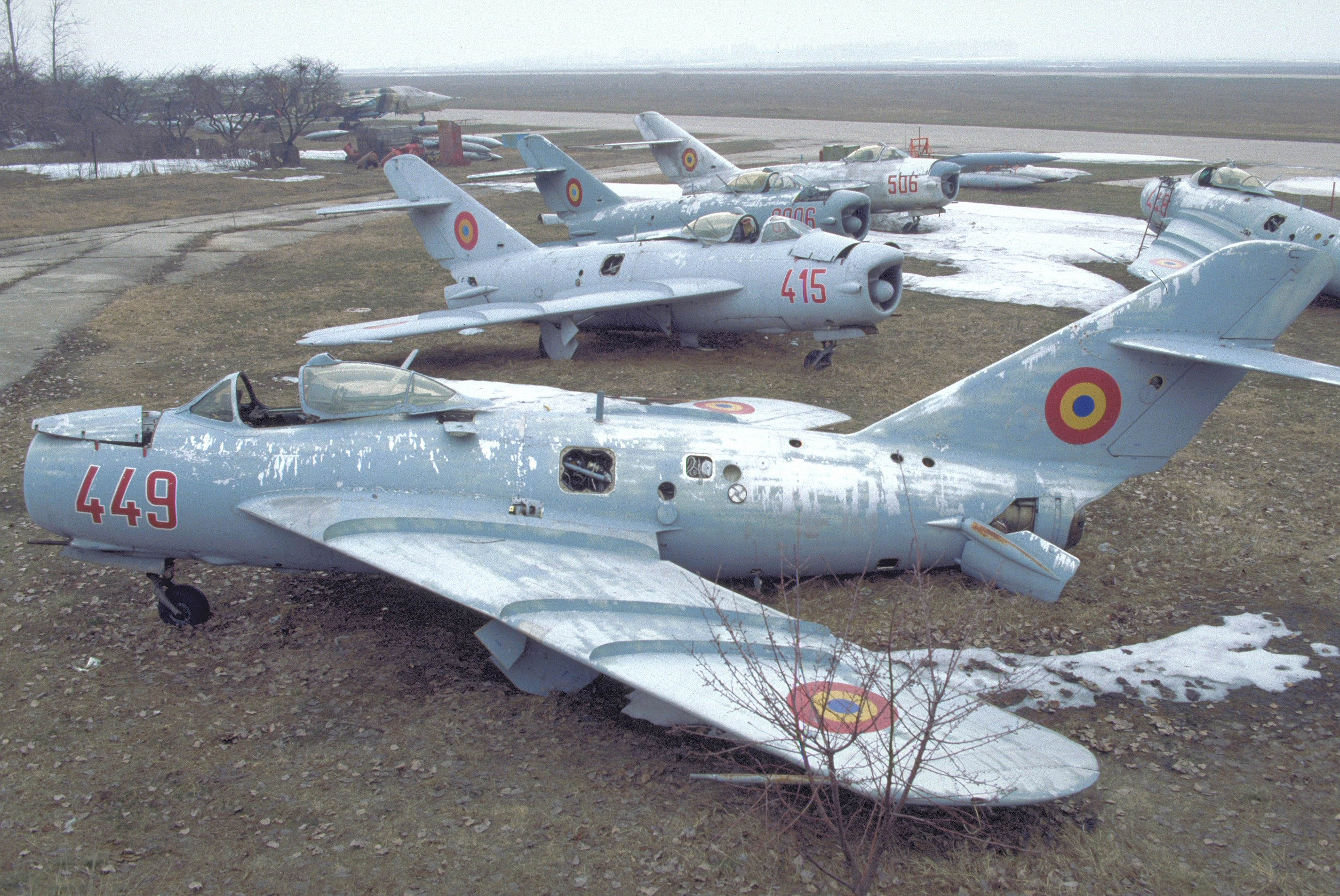
In onbruik geraakte MiG-17's op de luchtmachtbasis van Craiova in 1996.

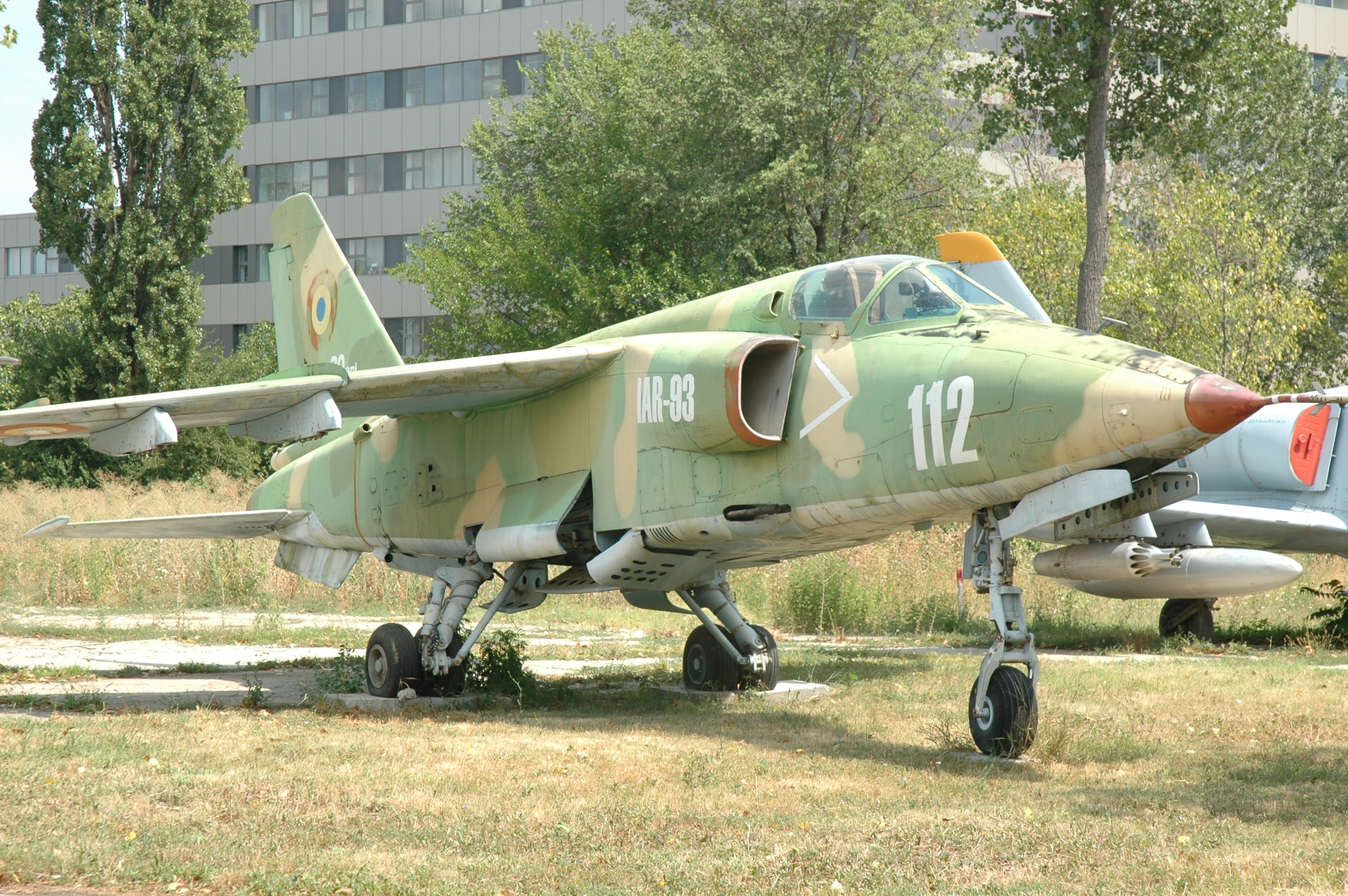
Een IAR 93A in het nationaal luchtvaartmuseum in Boekarest, 2012.

Na die oorlog werd Roemenië door de Sovjets bezet en onder hun invloed een communistisch land. Het kocht van dan af veel vliegtuigen in de Sovjet-Unie; zo ook de eerste straaljager in 1958: de MiG-19. In 1962 werden ook de eerste helikoptereenheden gevormd met Mi-2 en Mi-4-toestellen. In 1974 deed Roemeniës eigen straaljager, de IAR 93, zijn intrede. Het was de enige niet-Sovjet straaljager die ooit bij een warschaupactland heeft gevlogen. Daags voor de Roemeense Revolutie in 1989 deed de MiG-29 nog zijn intrede bij de luchtmacht.

Volgend op die revolutie, die een einde maakte aan het communisme, werden de strijdkrachten gereorganiseerd en op het westen geënt. De luchtmacht (vliegtuigen) en luchtverdediging (radar en raketten) werden samengevoegd. Veel oud materiaal werd uitgefaseerd en vervangen door Europese en Amerikaanse tegenhangers. In 2010 werd ook een overeenkomst bereikt met de Verenigde Staten waarbij dat land SM-3-raketten installeerde op Roemeens grondgebied en deze beheert.

## Luchtmachtbases

### Bases
- Câmpia Turzii: MiG-21, IAR-330.
- Fetești: MiG-21.
- Bacău: MiG-21, IAR-330.
- Boekarest/Baneasa: Mi-8, Mi-17, EC-135.
- Boekarest/Henri Coanda (transport): C-130, An-26, An-30, C-27J, IAR-330.
- Boboc (vliegschool): IAK-52, An-2, IAR-99.
- Mihail Kogălniceanu International Airport (vliegbasis).

### Reservebases
- Constanța: IAR-316, IAR-330.
- Traian Vuia International Airport nabij Timișoara: IAR-330.

## Inventaris

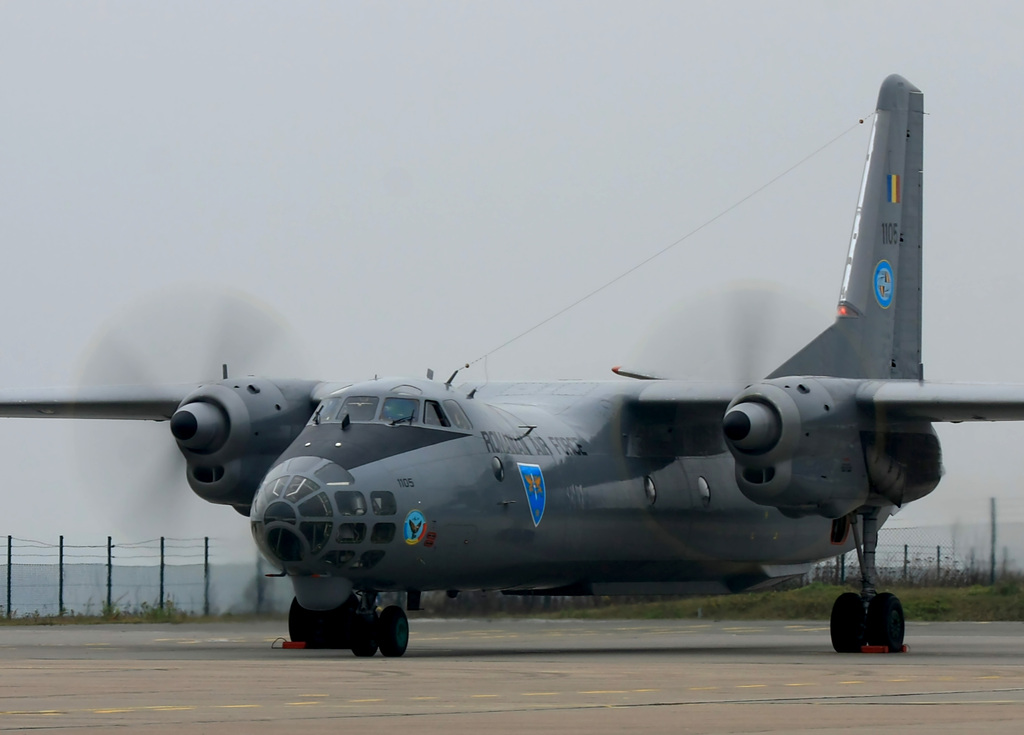
Een Roemeense An-30 in Duitsland in 2009.

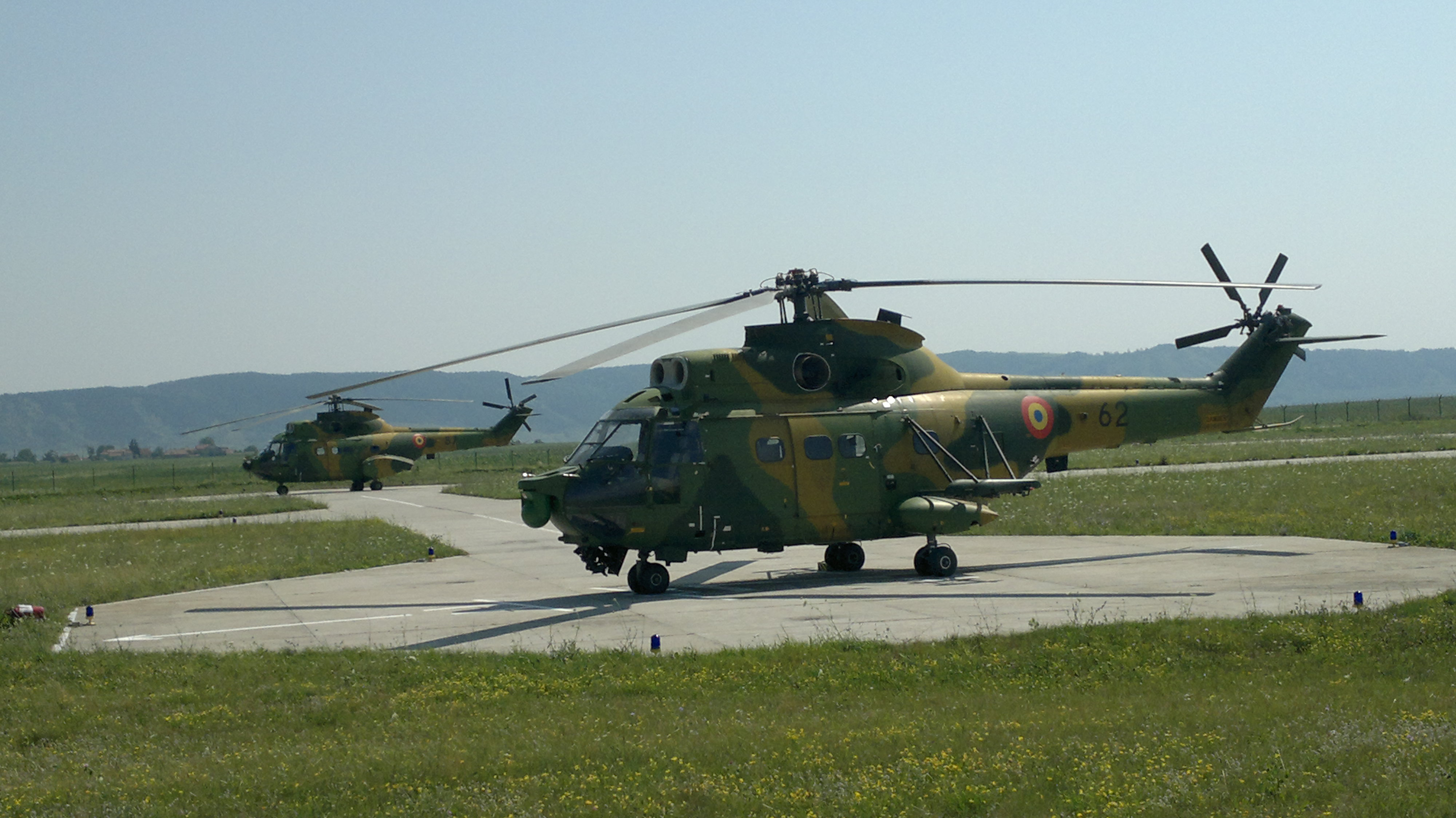
Twee IAR 330-helikopters in 2010.

### Vliegtuigen
- Mikojan-Goerevitsj MiG-29 (0)
- Antonov An-26 (1)
- Antonov An-30 (2)
- Alenia C-27J (7; afgeleide van de Alenia G.222)
- C-130 (8)
- IAR 99 (21)
- Yakolev Yak-52 (14; in licentie gebouwd)
- RQ-7 (7; UAV)

### Helikopters
- IAR 316 (7; in licentie gebouwde Aérospatiale Alouette III)
- IAR 330 (57; in licentie gebouwde Aérospatiale Puma)